# デイヴィッド・ミラー (歌手)
デイヴィッド・ミラー（David Miller, 1973年4月14日 - ）は、アメリカの歌手。クラシカル・クロスオーバーのヴォーカルグループ Il Divo のメンバーで、テノールパート担当。身長191cm。

## 作品

### 参加アルバム
- Baz Luhrmann's La Bohème - オペラ サウンドトラック（2002年）